# Temporada 1989-90 de los New Jersey Nets
La temporada 1989-90 fue la decimocuarta de los New Jersey Nets en la NBA, tras la fusión de la liga con la ABA, donde había jugado nueve temporadas, y la duodécima en su ubicación en Nueva Jersey. La temporada regular acabó con 17 victorias y 65 derrotas, el peor balance de toda la liga, ocupando el decimotercer puesto de la conferencia Este, no logrando clasificarse para los playoffs.

## Elecciones en elDraft
| Ronda | Puesto | Jugador         | Posición | Nacionalidad   | Universidad |
| ----- | ------ | --------------- | -------- | -------------- | ----------- |
| 1     | 12     | Mookie Blaylock | Base     | Estados Unidos | Oklahoma    |
| 2     | 32     | Stanley Brundy  | Alero    | Estados Unidos | DePaul      |

## Temporada regular
| División Atlántico   | División Atlántico | División Atlántico | División Atlántico | División Atlántico | División Atlántico | División Atlántico | División Atlántico | División Atlántico |
| Equipo               | G                  | P                  | %                  | PD                 | Casa               | Fuera              | Div                |                    |
| -------------------- | ------------------ | ------------------ | ------------------ | ------------------ | ------------------ | ------------------ | ------------------ | ------------------ |
| y-Philadelphia 76ers | 53                 | 29                 | .646               | –                  | 34–7               | 19–22              | 19–7               |                    |
| x-Boston Celtics     | 52                 | 30                 | .634               | 1                  | 30–11              | 22–19              | 19–7               |                    |
| x-New York Knicks    | 45                 | 37                 | .549               | 8                  | 29–12              | 16–25              | 17–9               |                    |
| Washington Bullets   | 31                 | 51                 | .378               | 22                 | 20–21              | 11–30              | 10–16              |                    |
| Miami Heat           | 18                 | 64                 | .220               | 35                 | 11–30              | 7–34               | 4–22               |                    |
| New Jersey Nets      | 17                 | 65                 | .207               | 36                 | 13–28              | 4–37               | 9–17               |                    |

## Estadísticas
| Rk | Jugador             | Edad | P  | PT | MP   | TC  | TCI  | %TC  | T3  | T3I | %T3  | TL  | TLI | %TL  | RO  | RD  | RT   | AS  | RB  | TAP | BP  | FP  | PTS  |
| -- | ------------------- | ---- | -- | -- | ---- | --- | ---- | ---- | --- | --- | ---- | --- | --- | ---- | --- | --- | ---- | --- | --- | --- | --- | --- | ---- |
| 1  | Sam Bowie           | 28   | 68 | 54 | 32.5 | 5.1 | 12.3 | .416 | 0.1 | 0.5 | .323 | 4.3 | 5.6 | .776 | 3.0 | 7.1 | 10.1 | 1.3 | 0.6 | 1.8 | 1.8 | 3.1 | 14.7 |
| 2  | Dennis Hopson       | 24   | 79 | 64 | 32.3 | 6.0 | 13.8 | .434 | 0.4 | 1.3 | .317 | 3.4 | 4.3 | .792 | 1.4 | 2.1 | 3.5  | 1.9 | 1.3 | 0.6 | 2.1 | 2.3 | 15.8 |
| 3  | Roy Hinson          | 28   | 25 | 19 | 31.7 | 5.8 | 11.4 | .507 | 0.0 | 0.0 |      | 3.4 | 4.0 | .869 | 2.4 | 4.4 | 6.9  | 0.9 | 0.6 | 1.1 | 2.1 | 3.5 | 15.0 |
| 4  | Chris Morris        | 24   | 80 | 76 | 30.6 | 5.6 | 13.3 | .422 | 0.8 | 2.4 | .316 | 2.9 | 4.0 | .722 | 2.4 | 2.9 | 5.3  | 1.8 | 1.6 | 1.0 | 2.3 | 2.7 | 14.8 |
| 5  | Lester Conner       | 30   | 82 | 61 | 28.7 | 2.9 | 7.0  | .414 | 0.0 | 0.2 | .154 | 2.1 | 2.6 | .804 | 1.1 | 2.1 | 3.2  | 4.7 | 2.1 | 0.1 | 1.7 | 2.2 | 7.9  |
| 6  | Purvis Short        | 32   | 82 | 24 | 27.0 | 5.3 | 11.6 | .455 | 0.1 | 0.4 | .286 | 2.4 | 2.9 | .835 | 1.2 | 1.8 | 3.0  | 1.8 | 0.8 | 0.2 | 1.5 | 2.5 | 13.1 |
| 7  | Mookie Blaylock     | 22   | 50 | 17 | 25.3 | 4.2 | 11.4 | .371 | 0.4 | 1.6 | .225 | 1.3 | 1.6 | .778 | 0.8 | 2.0 | 2.8  | 4.2 | 1.6 | 0.3 | 2.2 | 2.2 | 10.1 |
| 8  | Chris Dudley        | 24   | 27 | 8  | 24.9 | 2.5 | 5.6  | .441 | 0.0 | 0.0 |      | 1.2 | 3.9 | .305 | 3.2 | 5.0 | 8.1  | 0.7 | 0.8 | 1.1 | 1.3 | 3.0 | 6.1  |
| 9  | Charles Shackleford | 23   | 70 | 37 | 22.2 | 3.5 | 7.6  | .462 | 0.0 | 0.0 | .000 | 1.1 | 1.6 | .687 | 2.6 | 4.3 | 6.8  | 0.8 | 0.6 | 0.5 | 1.7 | 2.6 | 8.2  |
| 10 | Joe Barry Carroll   | 31   | 46 | 20 | 21.8 | 3.5 | 8.8  | .393 | 0.0 | 0.0 | .000 | 1.8 | 2.3 | .794 | 1.8 | 3.7 | 5.4  | 0.9 | 0.4 | 1.2 | 1.4 | 2.7 | 8.8  |
| 11 | Pete Myers          | 26   | 28 | 2  | 19.4 | 2.6 | 6.4  | .411 | 0.0 | 0.2 | .000 | 1.8 | 2.5 | .725 | 0.8 | 1.6 | 2.4  | 3.6 | 0.7 | 0.3 | 2.1 | 2.5 | 7.1  |
| 12 | Jack Haley          | 26   | 56 | 26 | 18.3 | 2.3 | 5.8  | .394 | 0.0 | 0.0 | .000 | 1.4 | 2.1 | .661 | 1.9 | 3.1 | 5.0  | 0.4 | 0.3 | 0.2 | 1.2 | 2.9 | 6.0  |
| 13 | Derrick Gervin      | 26   | 21 | 0  | 16.1 | 4.4 | 9.4  | .472 | 0.0 | 0.1 | .000 | 3.1 | 4.2 | .730 | 1.4 | 1.7 | 3.1  | 0.4 | 1.0 | 0.3 | 0.6 | 2.2 | 12.0 |
| 14 | Stanley Brundy      | 22   | 16 | 0  | 8.0  | 0.9 | 1.9  | .500 | 0.0 | 0.0 |      | 0.4 | 1.1 | .389 | 0.9 | 0.7 | 1.6  | 0.2 | 0.4 | 0.3 | 0.4 | 1.5 | 2.3  |
| 15 | Leon Wood           | 27   | 28 | 2  | 7.1  | 0.6 | 1.8  | .327 | 0.1 | 0.8 | .190 | 0.5 | 0.6 | .875 | 0.0 | 0.4 | 0.4  | 1.7 | 0.2 | 0.0 | 0.3 | 0.6 | 1.8  |
| 16 | Jay Taylor          | 22   | 17 | 0  | 6.7  | 1.2 | 3.1  | .404 | 0.2 | 0.8 | .231 | 0.4 | 0.5 | .667 | 0.3 | 0.4 | 0.6  | 0.3 | 0.3 | 0.2 | 0.6 | 0.5 | 3.0  |
| 17 | Jaren Jackson       | 22   | 28 | 0  | 5.7  | 0.9 | 2.5  | .362 | 0.0 | 0.1 | .000 | 0.6 | 0.8 | .810 | 0.6 | 0.3 | 0.9  | 0.5 | 0.5 | 0.0 | 0.6 | 0.6 | 2.4  |
| 18 | Anthony Mason       | 23   | 21 | 0  | 5.1  | 0.7 | 1.9  | .350 | 0.0 | 0.0 |      | 0.4 | 0.7 | .600 | 0.5 | 1.1 | 1.6  | 0.3 | 0.1 | 0.1 | 0.5 | 1.0 | 1.8  |
| 19 | Rick Carlisle       | 30   | 5  | 0  | 4.2  | 0.2 | 1.4  | .143 | 0.0 | 0.6 | .000 | 0.0 | 0.0 |      | 0.0 | 0.0 | 0.0  | 1.0 | 0.2 | 0.2 | 0.8 | 1.4 | 0.4  |